# سیارک ۱۴۱۴۹
سیارک ۱۴۱۴۹ (به انگلیسی: 14149 Yakowitz، نامگذاری:1998SF61) چهارده هزار و صد و چهل و نهمین سیارک کشف شده‌است که در ۱۷ سپتامبر ۱۹۹۸ کشف شد.
قدر مطلق سیارک برابر ۲۱.۴ است.